# Dwór w Podgórzynie
Dwór w Podgórzynie – dwór we wsi Podgórzyn (województwo dolnośląskie).
Dwór na wodzie był w posiadaniu rodziny von Zedlitz. W 1560 przeszedł jako wiano Magdaleny von Zedlitz w ręce jej męża Hansa II Schaffgotscha (1496–1584), syna Ulryka I (1453–1543) i Anny Zwolskiej, wnuka Kaspara l (zm. 1534). Hans II był kanclerzem księstwa świdnicko-jaworskiego. Obiekt stał się później własnością Krzysztofa von Schaffgotscha, a po pożarze zamku Chojnik w 1675, był miejscem, w którym umieszczono uratowane z pożaru dokumenty, wyposażenie i zbiory. 
Właściciele dworu: Magdalena von Zedlitz, Hans II i Krzysztof pochowani zostali w grobowcu rodzinnym w kościele św. Jadwigi w Gryfowie Śląskim.
Obiekt nie istnieje.

## Przypisy

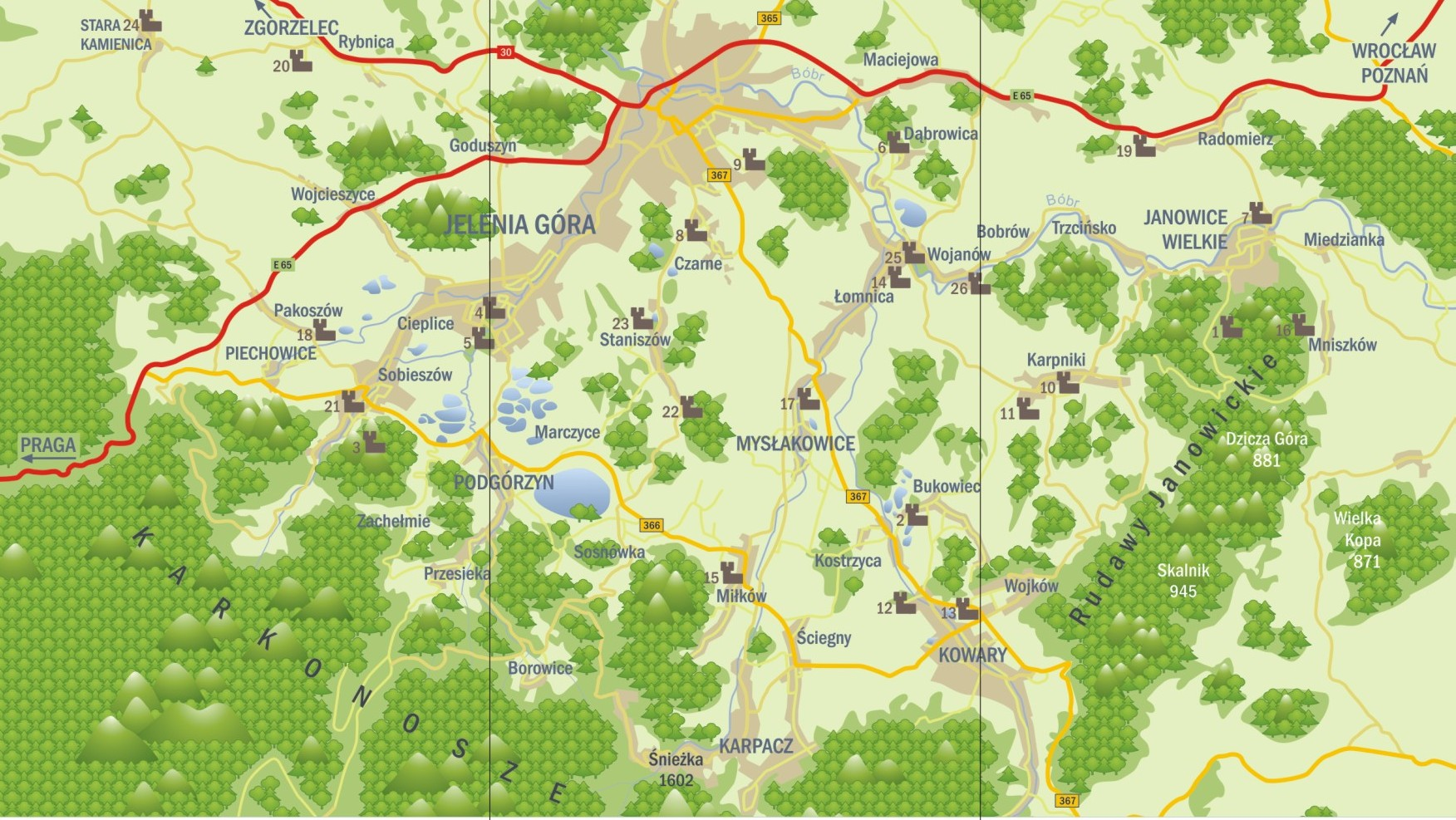
Dolina Pałaców i Ogrodów – mapa